# أحمد السعداوي (مؤرخ)
أحمد السعداوي من مواليد 1957 بالمهدية، مؤرخ تونسي وعالم آثار متخصص في العصر الحديث .

## سيرة شخصية
بعد دراسة التاريخ في جامعة تونس وعلم الآثار الإسلامية في جامعة بانتيون سوربون، بدأ حياته الأكاديمية كمساعد في عام 1989، وأستاذ مساعد في عام 1992 ثم محاضرًا بين عامي 2001 و2006 في كلية الآداب والفنون والإنسانيات بمنوبة. ثم أصبح أستاذاً للتاريخ والآثار.
عضو في مختبر الآثار والعمارة المغاربية، كما أنه عضو في اللجنة العلمية للعديد من المجلات الأكاديمية.
تتناول أعماله تاريخ المدن الأندلسية في المغرب العربي والعمارة في شمال إفريقيا في العصر العثماني.